# NCC TV
NCC Tomé (abreviación de Nuestro Canal Comunal de Tomé) es un canal de televisión por suscripción chileno de carácter local que emite para la comuna de Tomé, en la región del Bíobío, lanzado en 1998. Es exclusivo del cableoperador Mundo
Actualmente cuenta con una programación variada, como Conversando de..., Panorama Deportivo, Cambalache, Noticias en NCC TV,  Gente de mi pueblo, Conociendo el sur de Chile, además de documentales comunales, regionales y especiales de música. Se ha caracterizado por transmitir eventos como la Semana Tomecina.
En 2009, cambia su nombre de NCC Tomé a NCC TV. Debido al Terremoto en Chile de 2010 el canal se mantuvo fuera del aire hasta marzo (semanas después del terremoto).
En 2011 NCC TV se traslada al canal 4 del cableoperador Mundo.

## Propietarios y ubicación
Su propietario es Roberto Andana Roa. Sus estudios se ubican en calle Covadonga 1099 en Tomé.